# Freychenet
Freychenet är en kommun i departementet Ariège i regionen Occitanien i södra Frankrike. Kommunen ligger  i kantonen Foix-Rural som ligger i arrondissementet Foix. År 2022 hade Freychenet 82 invånare.

## Befolkningsutveckling
Antalet invånare i kommunen Freychenet
Referens: INSEE